# Сайерет Маткал
Сайерет Маткал (на иврит:סיירת מטכ"ל) е специална част в рамките на израелската армия.
В израелската армия е наричана само „поделението“. Основана е през 1957 г. по подобие на британските спецчасти SAS и е приемник на „специалната част 101“ на Ариел Шарон. Специалното обучение на кандидатите за Сайерет Маткал трае година и осем месеца. Най-известната операция на поделението е Операцията Йонатан, при която загива братът на Бенямин Нетаняху - Йонатан Нетаняху. Сайерет Маткал е считано за едно от най-елитните специални подразделения на Израелските сили за отбрана и формира т.нар. Голяма тройка:
- Сайерет Маткал, или в превод Разузнавателен отряд на Генералния щаб – елитно подразделение на сухопътните сили
- Сайерет Шалдаг, или в превод Oтряд „синьо рибарче“ (птица) – елитно подразделение на военновъздушните сили, известно още като Отряд 5101. Формирано е от бивши членове на Сайерет Маткал. Основните задачи на подразделението са водене и целеуказване на самолетите и вертолетите на ВВС, както и бойно търсене и спасяване на пилоти, свалени дълбоко в тила на врага. Преди формирането на Сайерет Шалдаг тези задачи са изпълнявани от Сайерет Маткал.
- Шайетет 13, или в превод Флотилия 13 – елитно подразделение на военноморските сили

Освен че само по-себе си Сайерет Маткал е считано за най-доброто израелско спецподразделение, то на свой ред формира Отряд 269, който е елитът на бойците му и основната му задача е борбата с тероризма.
Известни личности служили в Сайерет Маткал:
- Ехуд Барак-командир на частта, по-късно шеф на Генщаба на израелската армия и министър-председател на Израел.
- Йонатан Нетаняху - командир на щурмовата група в наречената в негова памет Операция Йонатан.
- Бенямин Нетаняху - по-късно финансов министър и министър-председател.
- Шаул Мофаз – бивш шеф на Генщаба на армията, министър на отбраната.
- Моше Ялон – бивш шеф на Генщаба.
- Дани Ятом - командир на „Поделението“, по-късно шеф на Мосад и депутат в Кнесета.
- Ави Дихтер - служи в поделението, по-късно шеф на Шин Бет.